# Sostolnica Marijinega vnebovzetja, Krka
Sostolnica Marijinega vnebovzetja v Krki (nemško Dom zu Gurk) je sostolnica in župnijska cerkev Krške škofije (Avstrija), ustanovljene v 11. stoletju. Zgrajena je bila med letoma 1140 in 1200 v visokoromanskem slogu in je ena najlepših in najpomembnejših sakralih zgradb v Evropi iz te dobe, zato jo je Avstrija prijavila za vpis na Unescov seznam svetovne dediščine že leta 1994. Od izgradnje do leta 1788 je služila kot stolnica, po prenosu škofijskega sedeža v Celovec pa je postala sostolnica.

## Zgodovina zgradbe
V predkrščanskih časih je bil na mestu današnje cerkve tempelj keltske konjske boginje Epone. Blok kamna z vgraviranim imenom je bil vstavljen v jugozahodnem stebru ladje. Domnevajo, da je bila zgradba v času Rimljanov namenjena rimskemu kultu. Med izkopavanji leta 1926 so našli fragment oltarja.
Svetorimski cesar Arnulf Koroški je leta 898 švabskemu plemenitašu Svetopolku (Zwentiboldu), predniku svete Eme Krške, podaril Güter v Krki in Metnitztal, še en dvorec v Krki. To posest je podedovala Ema v prvi polovici 11. stoletja. V Krki je zgradila Janezovo cerkev, ki ji je salzburški nadškof Baldvin leta 1043 dodelil pravico župnije. Istega leta je ustanovila ženski benediktinski samostan z Marijino cerkvijo. Samostan v Krki je bil leta 1070 ukinjen, ko je papež Aleksander II. nadškofu Gebhardu dal dovoljenje za ustanovitev škofije na Koroškem. S samostanom povezana posest je bila namreč salzburška in tako je leta 1072 je nadškof ustanovil sufragansko Krško škofijo, škofijo brez teritorija in brez stolnega kapitlja. Kot prvi je bil za škofa posvečen Günther von Krappfeld.
Krška župnija je iz leta 1162. Takrat je bila Janezova cerkev preurejena v župnijsko cerkev. Sestavljena je bila iz dvoranske ladje, kvadratnega prezbiterija in okrogle apside ter je imela majhnega strešnega jezdeca. Bila je obdana s pokopališčem s kostnico, ki je bilo odstranjeno leta 1842. Cerkev je bila porušena leta 1892.
Gradnja stolnice se je začela okoli leta 1140 pod škofom Romanom I. (1131–1167). Nekje na tem mestu je stala nekdanja samostanska cerkev, verjetno zahodno od nove zgradbe. Še pred dokončanjem cerkve so leta 1174 prenesli grob svete Eme v obstoječo kripto. Glavni oltar škofove cerkve je bil posvečen leta 1200. Stolnica in samostanske zgradbe so bile končane pred 1220.
V 13. stoletju je cerkev poškodovalo več požarov. Po popravilih in obnovah je bila nato leta 1287 ponovno posvečena. Okoli leta 1446 je bil v prečni ladji narejen mrežast rebrast obok, leta 1500 pa zvezdast rebrast obok v prezbiteriju. Nov požar je leta 1525 uničil lesen strop v ladji. Leta 1563 je bila dokončana skodlasta streha. Leta 1591 je bil zgrajen mrežast rebrast obok v ladji.
Za časa prošta Vizdoma (1617–1632) je bila porušena romanska škofijska zgradba, zgrajena kapiteljska dvorana in v baročnem slogu preurejen proštov dvorec. Postavil je tudi baročne oltarje. Značilne baročne čebulaste strehe na zvonikih je cerkev dobila leta 1678. Prošt Otto Kochler je načrtoval temeljito spremembo stolnice. Dal je preurediti Emin grob v kripti ter zgraditi oltar in prižnico. Leta 1744 je bilo delo prekinjeno zaradi velikih dolgov, ki so jih povzročili njegovi ukazi. Začel je delati kot tesar pri zasnovi cerkve.
Leta 1788 je bil kapitelj preseljen v Celovec, cerkev pa je postala župnijska cerkev in sostolnica. V požaru leta 1808 so bili uničeni streha in deli škofove kapele. Leta 1850 je cerkev »odkril« pruski kustos Ferdinand von Quast in jo v svoji publikaciji iztrgal pozabi. V letih 1924–1933 so potekala obsežna obnovitvena dela. Druga svetovna vojna ji ni prizadejala škode, le šest zvonov so odpeljali za predelavo. Leta 1950 je bila obnovljena baročna notranjost, ki je bila močno načeta od lesnih škodljivcev. Kupola je bila pokrita s pločevino.

## Opis
Cerkev je triladijska bazilika s petpolnim rebrastim obokom, povečanim dvopolnim obokom nad prezbiterijem, transeptom in tremi enakimi apsidami. Zahodni del stavbe obvladujeta dva zvonika, med katerima je nad notranjim in zunanjim preddverjem v galeriji škofovska kapela. Pod prezbiterijem in transeptom je kripta. Samostanska poslopja (trakt kapitlja in škofijski dvorec) so blizu, severno od cerkve.

### Zunanjost

#### Zvonika
Zahodno od vgrajenega kamnitega bloka stojita 60 metrov visoka zvonika. Na njima so ozka romanska obokana okna, ki so delno zazidana, in v predzadnjem nadstropju baročna akustična okna. Čebulasta streha je močna in ima lanterno. Zgrajena je bila leta 1678 in leta 1988 ponovno pokrita. Na severnem zvoniku je stolpna ura. Številčnica z grbi stolnega kapitlja in prošta Ferdinanda Litzlhofna (1789–1818) so bili naslikani po požaru 1808.

#### Glavni portal
Glavni vhod na zahodu med stolpoma je bil prvotno odprt. Preddverje je bilo končano 1337/38 in zaprto z gotskim zidom navzven. Obokane stene vrat se razprostirajo po celotni višini preddverja. Na obeh straneh je ozko okno s krogovičjem. Od leta 1931 so na straneh portala znova izpostavljeni ostanki rimskih arkad (stebri, temelji in kapiteli). Figuralno stekleno okno v sredini nad vrati in stranska okna so še vedno delno iz obdobja gradnje portala. V srednjem oknu so od zgoraj navzdol: Bog Oče, Sonce in Luna, simboli evangelistov, Marija z detetom in žalosten človek. V stranskih oknih so podobe dvanajstih svetnikov. Od leta 1988 so nova vrata iz brona, nerjavečega jekla in hruškovega lesa Tomasa Hokeja. Nov portal se prilega strukturi gotske fasade. Štirikrilna vrata lahko v celoti ali delno odprejo dve krili.
Nad glavnim portalom je od zunaj mogoče videti dve obokani okni in okroglo okno, ki je nad preddverjem škofove kapele.

#### Vzdolžna stran
Zunanje stene stranskih ladij se rahlo vidijo izza zvonikov. Z večjimi, drugače rahlo obarvanimi kamnitimi bloki se jasno vidita dve fazi gradnje (cezura 1179–1180 in spremembe), prav tako kot visoko nastavljena okna: po dve pravokotni okni je mogoče videti na zahodni strani, druga okna so večja in si sledijo na večji medsebojni razdalji.
Glavna ladja ima dvokapno streho, obe stranski pa enokapno. Transept in apside so prekriti s črnim skrilavcem.
Južna stena stranske ladje ima profilirano bazo in pod streho polkrožno obokan friz. Južni portal izvira iz prve faze (1140/50), izveden v za ta čas starem slogu. Ima trojno stopničasto lice, ravne baze in enostavno profiliran prečnik. Timpanon kaže polovično reliefno podobo Kristusa, ki blagoslavlja z odprto knjigo: Ego sum hostium (Jaz sem vrata; Jn 10,9). Stranska ladja je zaprta z obokanim frizom. Friza v glavni ladji večinoma ni.
Zunanja stena transepta ne seže čez steno stranske ladje, ker je bil transept verjetno predviden šele pozneje. Obokan friz stranske ladje je na enaki višini naprej na transept in dodatno okrašen s palmetami in pletenicami. Dve obokani okni sta taki kot na stranski ladji. Nad frizom sta dve visoki vitki obokani okni. Fasada je razdeljena s tremi visokimi okroglimi stebri s kockastimi kapiteli in atiško bazo. V sredini sedi kot zgornji konec obroč. To se kaže skozi obokana okna. Zgornji rob zatrepa ima tudi obokan friz.
Severna stran je enostavnejša, saj sta bila tukaj prvotni križni hodnik in samostan, ki je bil leta 1637 porušen. Nekdanji portal samostana je zazidan. Majhen prizidek (1775) v bližini zvonika so v preteklosti uporabljali kot kapiteljska vrata, danes so tu razstavljene Emine relikvije. Ostanki stenskega slikarstva so iz prve polovice 13. stoletja, ki je nekoč krasilo stene križnega hodnika. V zidu so odlomki reliefov in napisi iz rimskega obdobja. Preostanek zgradbe kaže neobdelan zid iz marmorju podobnega apnenca, ki je rahlo rdečkaste barve.

#### Vzhodna stran
Tri apside na vzhodni strani stojijo pred steno prečne ladje. Ob straneh apside so krožno obokana okna, nad glavno apsido dve majhni okrogli okni. Apside imajo profilirane podstavke, pilastre s polstebri z bogatimi kapiteli in dvostopenjske slepe arkade. Vsaka apsida ima obokano okno, ki je v glavni apsidi večje, s širokimi in slepimi arkadami, ki so šestkratno poglobljene. Nad tem oknom je ena od le dveh figuralnih arhitekturnih skulptur na zunanji strani cerkve: visokoromanski relief (1175) kaže leva, ki se bori z baziliskom – simbol boja dobrega proti zlu. Na glavni apsidi so v zgornjem koncu obokan friz, nad njim okrasni trak in šahovnica. Stranski apsidi sta le pol tako široki kot glavna, precej manjši in manj bogato okrašeni.

### Notranjost

#### Zunanje preddverje
Skozi glavni portal se pride v zunanje preddverje (vežo), velik, skoraj kvadraten prostor s sodčkastim obokom. Skoraj v celoti je prekrit s freskami iz leta 1340. Na stranskih stenah so štiri vrste slik, od katerih je najnižja delno uničena, in predstavljajo prizore iz Svetega pisma v obliki Biblije revežev (Biblia pauperum). Severna stena prikazuje prizore iz Stare zaveze, južna in del zahodne pa 26 slik, ki prikazujejo prizore iz Nove zaveze. Na oboku je zvezdno nebo, v sredini pa Jagnje božje (Agnus Dei).
Zahodni portal je lijakast (iz okoli 1200), širok 5,5 m in 7 m visok, skoraj celotna vzhodna stena veže. Zaradi svoje zaščitene lege je med najbolje ohranjenimi romanskimi portali v Avstriji. Portal ima sedemstopenjsko steno in arhivolt, okrašen s preprostimi okraski. Timpanon je gladek, verjetno je bil pobarvan s fresko (zadnje ostanke črnila so odstranili leta 1912). Čez lok so medaljoni z doprsnim kipom Kristusa in apostolov (1340).
Na vratih zahodnega portala so ostanki lesenih reliefov iz zgodnjega 13. stoletja. Izklesane so barvne vitice. Na levem vratnem krilu je Kristus obdan s štirimi evangelisti in angeli, preroki in apostoli. Zgoraj so trije (verjetno prvotno sedem) golobi, simboli sedmih darov Svetega Duha. Desno vratno krilo prikazuje prizore iz Jezusovega življenja, ki drugo ob drugem tipološko ustrezajo prizorom iz Stare zaveze.

#### Notranje preddverje
Posebnost krške cerkve je notranja veža iz začetka 13. stoletja. Povezuje zahodni portal in se razteza 3 metre v notranjost ladje. Proti stranskima ladjama je omejena z licem. Veža je podpora škofovi kapeli, ki je daljša od zunanje veže. Polstebri imajo različne kapitele. Čez stebre so arkadam podobni loki, ki dajejo preddverju učinek slavolokov.

#### Glavna ladja
Ladja je obokana in ima vitke kvadratne stebre z okroglimi obokanimi arkadami. Okna kažejo, kje je bil nekoč raven romanski strop. Okna imajo pobarvane okvirje z grbovnimi ščiti. Sodčasti obok v gotskem slogu je bil zgrajen leta 1591, delo gradbenega mojstra Leonharda Uttnerja iz Passaua in kamnoseka Philippa Wernerscona iz Celovca. Poslikave na oboku in repne groteske so delo mojstra Kräußla iz Šentvida ob Glini, njegovi so tudi grbi (prošta Grimminga, 1591) in mož v krogu (Kräußl) nad prezbiterijem.
Stranski ladji sta bili obokani leta 1525. V južni je na zadnji steni dostop do škofove kapele, dve okni osvetljujeta stopnice, na levi strani je dostop do zvonika. V severni čelni steni je vhod na severni zvonik.

#### Prezbiterij
Prezbiterij ima dva oboka in je bil zaradi gradnje transepta povečan za 1,75 metra, saj je pod njim kripta. Cerkev je razdeljena na spodnjo in zgornjo cerkev. Na zunanji strani stranske ladje so stopnice, ki vodijo do prezbiterija, v notranjosti pa stopnice vodijo v kripto. Stebri prezbiterija sestavljajo kvadrat, temelji so ojačani s pravokotnimi bazami. Kvadratni prezbiterij ima zvezdast svod mojstra Hansa (1500) z grbom prošta Wilhelma Welzerja von Ebersteina. Osem poslikanih kamnitih reliefov prikazuje poprsja svetnic (Marije, Doroteje, Margarete, Barbare, Katarine, Uršule, Neže in Apolonije), v spandrilah so slike vitic. Stranske ladje so bile obokane med letoma 1526 in 1549, vsaka s tremi terakotnimi reliefi svetnikov.

#### Transept (prečna ladja)
Prečna ladja je obokana in enako široka kot ladja in prezbiterij. Prehod je skoraj kvadraten, polstebra imata različna kapitela: zahodni geometrijske palmete (pred 1200), vzhodni naturalistično vinsko trto, živali in glave (začetek 13. stoletja). Obok iz leta 1450 je najstarejši v cerkvi. Naslikane vitice na oboku so iz 16. stoletja in jih pripisujejo Antonu Blumenthalu.
Na severni steni je portal zakristije (okoli 1450) s profiliranim podbojem ter ogee (oslovski hrbet) z okrasjem in križno rožo, ob straneh so polovični stebri. Tik nad vhodom je majhno obokano okno. Na levi je ohranjen črnozlat oratorij, zgrajen 1678 za časa prošta Gösla von Thurna. Desno od portala sta marmorni epitaf za škofa Polikarpa grofa Khuenburga († 1675) in velika freska svetega Krištofa.
Na južni steni so zgoraj štiri obokana okna. Tukaj so tudi freske (okoli 1390), ki so jih odkrili leta 1918 in 1924 in prikazujejo med drugim Savlov padec, ustoličenega sodnika Jezusa in 24 starešin iz Janezovega Razodetja. Pri Jezusovih nogah kleči par donatorjev s sedmimi otroki.
Vzhodna stena z apsido je iz leta 1598 s freskami Antona Blumenthala, ki pa so večinoma skrite za baročnim oltarjem. Poleg tega so bile 1926/27 pri obnovi močno prebarvane. Na levi strani so kreposti in vrline ter pravičnost in previdnost, cerkvena očeta Ambrož in Avguštin. V podpornem loku so kipi svetnikov. Na stebrih južno od oltarja je sveta Ema.
V glavni apsidi je freska rojstvo in smrt Marije v staronemškem prostoru in oznanjenje in vnebovzetje z ozadjem Krke.
Na desni strani so freske svetega Petra, cerkvena očeta Gregor in Hieronim, ob oknu sta sveti Bernard in Dominik, pa tudi glavne kreposti in vrline. V apsidi je mogoče videti življenje in mučeništvo svetega Petra in Pavla, v oboku umor nedolžnih otrok.
- Portal zakristije

### Oprema

#### Glavni oltar
Glavni oltar je delo saškega kiparja Michaela Hönela 1625–1632, ki ga je leta 1654 pozlatil Johann Seitlinger. Z višino 16 metrov in širino skoraj devet metrov v celoti zapolnjuje glavno apsido. Ima 72 celopostavnih kipov in 82 glav angelov. Menza je z rimskega oltarja in je opremljena s kozmatskim okrasjem (1200), ki je zunaj Italije redko. Stranici sta zgodnjebaročna struktura, razdeljena v tri dele. V spodnjem delu oltarja so poleg mize štirje evangelisti: sveti Matej, sveti Marko, sveti Luka in sveti Janez (od leve proti desni). Obraz Luke ima zelo individualne lastnosti in bi lahko bil avtoportret umetnika.  V naslednjem nadstropju so od leve proti desni štirje cerkveni očetje: Ambrož, Gregor, Avguštin in Hieronim. Za njimi stojita v nišah med stebri levo cesar Henrik II., desno grof Viljem Krški. V tretjem nadstropju so skrajno levo sveti Jurij, desno sveti Florijan, v notranjosti med stebri na levi sveti Tomaž Becket, desno papež Leon I.. Na ogredju sta kipa Katarine Sienske in Katarine Aleksandrijske, Barbare in Monike, na vrhu nadangeli Mihael, Gabriel in Rafael ter kipi upanja, vere, poguma in zmernosti. Osrednja struktura se začne z močnim tabernakljem z mize, katerega knjiga prikazuje križanje. Nad njim  je vklesana skupina z apostoli. Iz te skupine raste v nebesa Devica Marija, obdana z rožnim vencem. Od angelov jo spremlja navzgor Sveta Trojica. Več angelov ustvarja glasbo in nosi transparente z Lavretanskimi litanijami. Na strani klečita sveta Kunigunda in Ema, pred njima je darovanje cerkve (bamberške ali krške).
Pred glavnim oltarjem visi postni prt, velik okoli 80 m². Je najstarejši in največji v Avstriji in je nastal leta 1458 po naročilu Konrada iz Brež za prošta Johanna Hinderircherja. Skupno ima 99 polj, leva polovica prikazuje prizore iz Stare zaveze, desna pa iz Nove zaveze.

#### Stranski oltarji
Stranska oltarja v stranskih apsidah sta tudi delo Michaela Hönela in krškega slikarja Johanna Seitlingerja (1638). Nameni so enaki. Levo je oltar svetega Štefana, ki prikazuje mučenčevo kamenjanje. Predela prikazuje grad Emavs in svetega Lovrenca. Poleg oltarja sta velika kipa svetnikov Martina in Miklavža, v nastavku Vincencij in Lovrenc, v sredini angel z baklo, na dvojnem grebenu samostanski in cerkveni prošt. Južni stranski oltar kaže križanje svetega Petra, v ozadju obglavljenje z mečem svetega Pavla. Predela kaže Petra na morju in spreobrnjenje Pavla zunaj Damaska. Kipa sta salzburška patrona sveti Rupert in Virgil. Na oltarni kroni sta Peter in Pavel, v sredini dva angela z Veronikino tančico.

#### Oltar sv. Križa
Oltar sv. Križa stoji na koncu ladje pred njenim dvigom. Pieta je bila narejena leta 1740 kot zadnje delo Georga Raphaela Donnerja. Prikazuje Marijo z angeli in je iz 18 ton koroškega svinca. V ozadju stoji lesen križ. Slogovno delo uvrščamo med barok in klasicizem. Tabernakelj je leta 1766 naredil Donnerjev učenec Balthasar Moll v nastajajočem rokokoju. Na miti je relief, ki predstavlja Kristusa v grobu. Kompozicija oltarja je taka, da bi lahko ovirala pogled na glavni oltar. Ob strani od leta 1995 stoji katedra (škofovski prestol) iz belega italijanskega marmorja, delo Wolfganga Strackeja.

#### Prižnica
Prižnico sta 1740/41 zasnovala dunajska gledališka arhitekta Giuseppe in Antonio Bibiena. Prižnica jasno kaže program protireformacije: nad prižnico je Sveti Duh. Na akustičnem pokrovu so alegorije Cerkve, vere in upanja, putto, ki nosi tiaro, medtem ko drugi s sulico Satana bruha kače in heretične knjige. Staromoden človek, oblečen v črno z belim ovratnikom, pada v globino. Ograjo prižnice sestavlja šest svinčenih reliefov Georga Raphaela Donnerja: poplačilo dobrote, pridiga na gori, Janez v puščavi, zakonodaja na gori Sinaj, vnebohod Elije, Pavlovo spreobrnjenje pred Damaskom in kaznovanje zla. Na stebru je še svinčeni relief dobrega pastirja.
- Levi stranski oltar
- Desni stranski oltar
- Oltar sv. Križa s pieta Raphaela Donnerja
- Prižnica
- Spovednica z intarzijo
- Scena iz Emine legende, obarvan lesen relief
- Sveta Ema prejema novice o smrti svojega moža, obarvan lesen relief
- Jezusov eksorcizem, postni prt

#### Zvonovi
V zvonikih visi velik zvon, ki velja za najboljšega v povojnem obdobju. Zvočno je izjemno uglašen, visi posebej v južnem stolpu. Leseno ogrodje, oboki in majhne zvočne luknje prispevajo k dobri akustiki.

### Škofova kapela
Škofova kapela je v zahodni empori nad notranjo in zunanjo vežo med stolpoma. Zgrajena je bila pod škofom Waltherjem (1200–1213). Je vzdolžen pravokoten prostor, razdeljen z lokom v dva križna oboka. Po požaru je bila kapela 1264 obnovljena in opremljena s freskami v tako imenovanem prehodnem slogu od romanike do gotike.
V vzhodni steni je v središču slavolok, ki je prvotno segal do apside. Odstranjen je bil med namestitvijo orgel leta 1779. Levo in desno od njega sta dva triforija s kapiteli na dvojnih stebrih iz leta 1779.
Freske so v vzhodnem delu namenjene Marijinemu poveličanju. Vzhodna stena prikazuje Marijo na stopnici Salomonovega prestola. Na stranskih stenah je rojstvo Marije in oznanjenja. V oboku so bili prizori iz raja, ki so bili leta 1808 uničeni v požaru. Zahodni del je posvečen Kristusovi slavi. Na zidu z okni je mogoče videti preobrazbo na gori Tabor, na stranskih stenah na jugu sprevod Treh kraljev, severno od vhoda Kristusa v Jeruzalemu. V oboku je nebeški Jeruzalem, na vrhu Jagnje božje.
V zahodni steni sta obokani in okrogli okni. Slednje vsebuje stekleno sliko križa iz 1260 do 1270, najstarejši ohranjen avstrijski vitraj.

### Kripta
Kripta pod prezbiterijem in prečna ladja sta bili končani leta 1174 kot prvi del cerkve, kripta je bila verjetno od začetka namenjena čaščenju Eme. Po Hartwagnerju je "največja kripta na nemškem govornem območju". Meri približno 20 x 20 metrov in sega približno 1,75 m iznad tal. Vstop je z dveh stopnišč iz zgornje cerkve. Kripto sestavlja 96 vitkih stebrov in dva dvojna stebra v sprednjem delu apside. Baze stebrov so okrašene s samorogom, listjem in figuralnim okrasjem, kapiteli pa so preprosti, kockasti, neokrašeni. Poleg je šest pravokotnih stebrov. Nad stebri se pne strm, visok banjast obok.
Ob jugovzhodnem stebru je grob svete Eme, ki je bila v kripti pokopana leta 1174. Prvotna neokrašena kamnita krsta je bila sprva drugje, podprta na šestih stebrih, od katerih so trije ohranjeni. Stebri prikazujejo nenavadne vizije: dve ženski in enega moškega. Pod sarkofagom leze ženska, ki prosi za blagoslov otrok. Leta 1721 je prošt Kochler von Jochenstein krsto obdal z rdečim marmorjem, da je to prikril. Italijan Antonio Corradini je izdelal marmorni relief Emine smrti in dve stranski marmorni figurici, alegoriji vere in upanja. Omembe vredna je figura vere s svojim zakritim obrazom. Leta 1925 so del marmorne obloge odstranili, tako da so romanski stebri ponovno vidni. Stene nad grobom krasi štukatura. Grob je obdan z rešetko iz kovanega železa. V kotu na stenah visijo votivne table.
Južni stranski oltar je od leta 1167 posvečen svetemu Tomažu Becketu, severni pa od leta 1189 Janezu Evangelistu. Sem so ju preselili za časa prošta Kochlerja. Stojita na štirih marmornatih stebrih s kockastimi kapiteli. Marijin oltar je v severovzhodnem vogalu in je bil narejen 1766. Ima Marijin kip, ki je bil po legendi v lasti svete Eme, in bil zanjo narejen. Še en oltar je posvečen svetemu Janezu Nepomuku. Od načrtovanega oltarja v apsidi stoji le marmor menza.